# Wanderer W24
La Wanderer W24 è un'autovettura di fascia medio-alta prodotta dalla Casa tedesca Wanderer dal 1937 al 1940.

## Caratteristiche
La W24 fu l'ultima esponente del marchio di Chemnitz nel segmento delle auto di fascia medio-alta, infatti dopo la fine della Seconda Guerra Mondiale la Wanderer sarebbe scomparsa dalla mappa dei costruttori automobilistici, dedicandosi principalmente alla produzione di biciclette, come in origine, e a quella di altri prodotti, come le macchine per scrivere.
La W24 condivise telaio e carrozzeria con la "cugina" Sonderklasse facente parte della gamma DKW, ma rispetto alla quale propose un motore a quattro tempi anziché a due. Questo motore era un 4 cilindri in linea da 1767 cm³, con distribuzione a valvole laterali, alimentazione mediante carburatore Solex e potenza massima di 42 CV. Accreditata di una velocità massima di 105 km/h, la W24 fu proposta in più varianti di carrozzeria, dalla più semplice berlina a 2 porte (ma era disponibile anche quella a quattro) fino alla ben più elegante cabriolet a 2 porte e 4 luci. Di quest'ultima configurazione di carrozzeria erano disponibili inoltre anche la variante a 2 porte e 2 luci, ma anche la variante a 4 porte, senza contare la torpedo a 4 posti e la trasformabile, a sua volta proposta sia a 2 che a 4 porte. I prezzi variavano fra i 3.875 RM della berlina a 2 porte ed i 4.950 RM fissati per la torpedo, ma anche per la cabriolet a 4 luci. Volendo, si poteva anche richiedere il solo autotelaio nudo ad un prezzo di 3.450 RM.
Il telaio della W24 era una struttura a longheroni e traverse in acciaio con sospensioni a ruote indipendenti sull'asse anteriore e ad assale rigido flottante sull'asse posteriore. L'impianto frenante a quattro tamburi era di tipo idraulico, mentre il freno a mano era di tipo meccanico. La vettura montava un cambio manuale a 4 marce, delle quali la terza e la quarta erano sincronizzate.
La W24 incontrò un ottimo successo di vendite, tanto da risultare la più venduta fra le autovetture marchiate Wanderer. In totale ne furono venduti 22.488 esemplari, dei quali 3.571 furono con carrozzeria trasformabile a 4 porte e 1.064 come trasformabile a 2 porte.